# 布劳恩斯贝德拉
布劳恩斯贝德拉（德語：Braunsbedra，發音：[bʁaʊnsˈbeːdʁaː] ⓘ）是德国萨克森-安哈尔特州萨勒县的城市，面积74.32平方千米，2023年12月31日人口为10,413人。
罗斯巴赫是该市市辖区之一，因羅斯巴赫戰役而聞名。自二战以來，由於褐煤開採以及廢棄礦井的洪水形成蓋澤爾山谷湖泊群，土地佈局發生了巨大變化。

## 历史
布劳恩斯贝德拉于1943年由布勞恩斯多夫（Braunsdorf）和貝德拉（Bedra）合併而成。1950年7月20日，市镇绍尔陶并入布劳恩斯贝德拉。1962年1月1日，市镇诺伊马克并入布劳恩斯贝德拉。2004年1月1日，市镇弗兰克莱本、大凯纳和罗斯巴赫并入布劳恩斯贝德拉。2007年1月1日，市镇克伦帕并入布劳恩斯贝德拉。